# Ludvig de Creaux
Carl Ludvig de Creaux, född 29 mars 1708, död 11 februari 1764 i Lund, var en dansmästare och akademiboktryckare vid Lunds universitet.

## Biografi
Ludvig de Creaux var den tredje i en familj med lång tradition som dansmästare vid Lunds universitet. Hans farfar Louis de Creaux var en fransk hugenottisk emigrant som blivit Lunds universitets förste dansmästare (och tillika en av de mer notoriska, då han väckte uppmärksamhet genom sitt ständiga upptågsmakande och duellerande) och hans far Caspar de Creaux var också akademidansmästare och staden Lunds källarmästare.
Med faderns hjälp fick Ludvig de Creaux år 1729 rättigheterna som akademiboktryckare, något som torde ha förenklats av det faktum att den förre akademiboktryckaren Abraham Haberegger var sonens morbror. År 1735 utnämndes han till "direktör" över boktryckeriet, en post som han efter faderns död år 1739 kunde komplettera med dansmästartjänsten. Hans bana som akademisk mångsysslare blev emellertid inte särskilt långvarig, ty i januari 1745 överlämnade han akademiboktryckeriet till Carl Gustaf Berling, som därmed lade grunden till det Berlingska boktryckeriet. Ludvig de Creaux fokuserade därefter uteslutande på dansmästarposten, en tjänst som han upprätthöll i 25 år till sin död år 1764.